# 小川国夫
小川 国夫（おがわ くにお、1927年（昭和2年）12月21日 - 2008年（平成20年）4月8日）は、日本の小説家。静岡県藤枝市出身。大阪芸大教授。
20歳でカトリックに入信。仏留学中に地中海沿岸を巡った経験から書いた『アポロンの島』が島尾敏雄の推挽により注目を集め、「内向の世代」の代表作家と目された。堅固で簡潔な文体でもって、自然や人間存在の原形を描き出し、聖書の世界を描く物語やエッセイを数多く手がけた。日本芸術院会員。
三男の小川光生は、サッカーライター・翻訳家。

## 経歴
静岡県志太郡藤枝町長楽寺（現在の藤枝市本町）に小川富士太郎・まきの長男として生まれる。母まきの弟は竹内壽平。1933年、青島幼稚園に入園。1934年、青島小学校に入学。1938年、肺結核に腹膜炎を併発し入院、入院3ヶ月後に自宅療養となり、1941年に小学校に復学するまで、安静療養状態が続いた。この自宅療養の時期に相当量の読書をしたことが、その後の小川国夫に影響を与えることになった。1942年、旧制志太中学校（現・藤枝東高等学校）に入学、学徒勤労動員で用宗海岸にある小柳造船所に通う。このときの経験は、のちの作品に色濃く投影されることになる。1946年、旧制静岡高等学校（静岡大学の前身校の1つ）文科乙類に入学。この頃カトリックの洗礼を受ける。洗礼名は、アウグスチノ。
1950年東京大学文学部国文科に入学。1953年、「東海のほとり」を『近代文学』に発表。その年の10月フランスへわたりパリ・ソルボンヌ大学に3年間私費留学。1954年7月、グルノーブル大学へ移籍。スペイン、北アフリカへ、単車ヴェスパで旅行する。同年12月、スイスへ旅行し、フライブルクの修道院に24日間滞在する。1955年7月、イタリアへ、同年9月ギリシアへそれぞれ40日間の単車ヴェスパにて旅行。10月下旬パリに出て滞在。1956年、3月からドイツ、オーストラリア、イギリスを旅行する。そして同年7月、フランス留学を終え帰国、東京都大田区新井宿に住むが、東京大学には復学せず、そのまま創作活動にはいる。
1957年、丹羽正、金子博等と共に同人雑誌『青銅時代』を創刊。第1号に「アポロンの島と八つの短編」を発表する。（1965年までに青銅時代は10号を発行する）1957年10月、ヨーロッパを放浪した体験を自伝風に描いた『アポロンの島』を私家版で刊行するがまったく売れず。その後も『青銅時代』・『近代文學』に作品を発表し続ける。1960年1月には、長男が誕生。同年4月、藤枝市に移り住む。1961年9月次男誕生。そして1965年6月、私家版『アポロンの島』を唯一買った島尾敏雄が突然藤枝の小川家を訪れ、そして同年9月5日の『朝日新聞』「1冊の本」欄で、私家版『アポロンの島』を島尾が激賞する。これが契機となり、1966年から商業雑誌に登場。1969年「ゲヘナ港」が芥川賞候補にされるが辞退する。自身の経験から深めた主題として、自然や神と人間との関わりを描いており、非現実や抽象に基づくイメージを交えた内省的かつ簡勁な文体、郷里の静岡県（方言が作品中に多く用いられている）や地中海を原形とする小さい共同体を多く扱うことが特徴である。主としてキリスト教、地中海世界を描いたものが多いが、能楽にも深い関心があった。
1986年「逸民」で川端康成文学賞、1994年『悲しみの港』で伊藤整文学賞、1999年『ハシッシ・ギャング』で読売文学賞、2000年日本芸術院賞受賞、2005年日本芸術院会員、2006年旭日中綬章受章。若い頃は友人で作家の丹羽正の影響もあり、賞嫌いとして知られていた（「賞で伸びる人間もいるが、伸びることができなくなる人間もいる。自分は後者」とは本人の言）。
立原正秋とは若いときから親交があり、立原も同人雑誌『青銅時代』にも寄稿するなど、その交流は立原の死まで続いた。
息子の母校である静岡聖光学院中学校・高等学校の校歌「聖光讃歌」の作詞をしている。
1990年4月 大阪芸術大学文芸学科教授に就任。平家物語、芭蕉、芥川などを講じる。のちに創作演習ゼミ、卒業制作ゼミを担当し、学生に小説の書き方を教えるかたわら、同大学発行の文芸雑誌『河南文学』『河南文藝文学篇』の編集人を務めた。2005年3月に退任。
2008年4月8日、静岡市内の病院で肺炎のため死去。80歳没。

## 著作

### 小説
塵に 吾八ぷれす 1973

青銅時代 新潮社 1974 初出「波」昭和48年1月号〜12月号

リラの頃、カサブランカへ 角川文庫 1976

温かな髪 河出文庫 1981

青い落葉 成瀬書房 1985

王歌 角川書店 1988 初出「月刊カドカワ」昭和61年1月号〜6月号、原題「荒野のダビテ」

遠つ海の物語 絵・司修 岩波書店 1989 初出「静岡新聞・遊子随想」昭和63年8月20日〜平成元年7月22日隔週土曜日連載

マグレブ、誘惑として 講談社 1995

あじさしの洲・骨王 小川国夫自選短篇集 講談社文芸文庫 2004

弱い神 講談社 2010

襲いかかる聖書 岩波書店 2010 ※後半が中編「明るい体」

俺たちが十九の時 小川国夫初期作品集 新潮社 2012

ヨレハ記―旧約聖書物語 ぷねうま舎 2012

蛇王 河出書房新社 『流域』1975 - 初出「高一時代」昭和49年3月号、原題「秘曲」

捨子 河出書房新社 河出文庫『温かな髪』1981 - 初出「メルヘンランド」（いんあーとりっぷ増刊号）昭和52年1月、原題「すて子」

骨王 小沢書店 『黙っているお袋』1995 - 初出「文學界」平成3年1月号、原題「白骨王」

少年ゴ・ニクレ 小沢書店 『黙っているお袋』1995 - 初出「文學界」昭和55年3月号、原題「苦しみ」

### 随想・紀行
かくて耳開け 集英社 1972
イエスの風景 写真・善養寺康之 講談社 1982

スペイン憧憬 写真・赤地経夫 講談社 1983

新富岳百景 写真・英伸三 岩波書店 1984

古都アッシジと聖フランシスコ 写真・菅井日人 講談社 1985
祈りの大聖堂シャルトル 写真・菅井日人 講談社 1986
回想の島尾敏雄 小沢書店 1987

或る過程 河出書房新社 1988 - 初出河出書房新社版『小川国夫作品集』後記六回分、「文藝」ある過程として七回掲載分
遊子随想 陽炎の道 岩波書店 1989 - 初出「静岡新聞」昭和60年8月3日より昭和63年7月23日まで、隔週土曜日連載「遊子随想」76回

夕波帖 随筆集 幻戯書房 2006

イエス・キリストの生涯を読む 河出書房新社 2009

### 書簡・対談他
その声に拠りて 対談集 小沢書店 1976

光があった 地中海文化講義 下村寅太郎 朝日出版社レクチャー・ブックス 1979

西方の誘惑 対話 朝日出版社 1981

冬の二人 往復書簡 立原正秋 創林社 1982

闇のなかの夢想 映画学講義 埴谷雄高 朝日出版社レクチャー・ブックス 1982

青の諧調 小川国夫の手紙 小沢書店 1984（『小川国夫の手紙』丹羽正編・著　麦書房版を改題、新装版）
イエス・キリスト NHK人間大学、日本放送協会編 1995
襲いかかる聖書 岩波書店 2010 ※前半が「幻視者の手紙 埴谷雄高・小川国夫往復書簡」と、中篇

## 翻訳
- 遥かな海亀の島 ピーター・マシーセン 青山南共訳 講談社 1980
- イエスの言葉 ジャン=イヴ・ルルー 紀伊国屋書店 1996

## 評伝
- 小川恵「銀色の月　小川国夫との日々」岩波書店、2012
- 小川恵「指輪の行方　続・小川国夫との日々」岩波書店、2015
- 山本恵一郎「小川国夫を読む」静岡新聞社・静新新書、2009
- 山本恵一郎「評伝小川国夫　至近距離から」鳥影社、2022

## 作詞
- 静岡聖光学院中学校・高等学校校歌 聖光讃歌
- 静岡県立大学校歌

## 関連施設
- 藤枝市郷土博物館・文学館：藤枝市の市立博物館。文学館内では藤枝ゆかりの文化人を紹介・顕彰しており、小川国夫の業績も多く展示している。映像コーナーは小川国夫の「書斎」をイメージしたレイアウトである[4]。

## 関連人物
- 藤枝静男
- 立原正秋
- 古井由吉
- 黒井千次
- 後藤明生
- 吉本隆明